# Slepotičtí ze Sulic

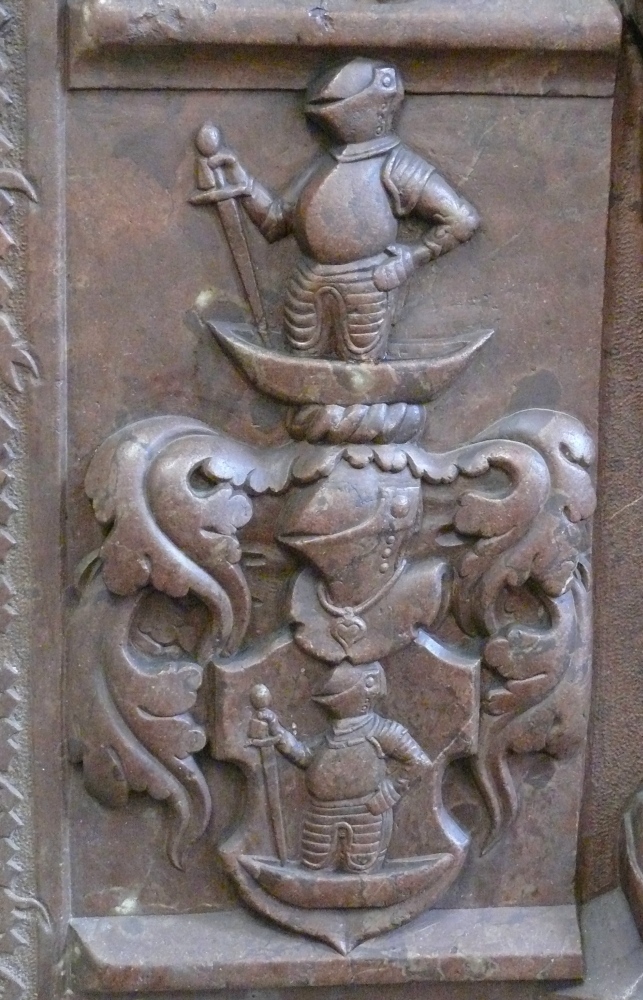
Erb na náhrobku Jiříka Slepotického ze Sulic († 1585) v kostele sv. Františka, Starý Knín, okres Příbram

Slepotičtí ze Sulic byl český rytířský rod pozdního středověku a raného novověku, vymřelý po polovině 17. století.

## Historie
Rytířskou linii rodu založil roku 1470 Heřmanem ze Sulic po svém příchodu do Slepotic na Chrudimsko.  Není jasné, zda byl totožný s Heřmanem Slepotickým ze Sulic a na Žežlovicích (Jažlovicích), který vlastnil dům v Praze na Novém Městě na nároží dnešních ulic Palackého a Vodičkovy. Jméno Heřman se totiž v rodině opakovalo.
O působení dvou členů rodu, Heřmana Diviše a Jiříka na Příbramsku v 16. století svědčí dva znakové náhrobky v kostele sv. Václava ve Starém Kníně. Jeden z nich patřil Jiříkovi a má vytesaný nápis "Leta Panie 1585 w autery po nedieli prowodní zemrzel a zde polozen gest urozeny a statečzny rytirz Pan Girzi Slepoticzky ze Saliczan a Trzebechowicz G. M. czisarze rzimského a krale czeského Rada a tuto tielo geho pochowano gest oczekawagiczi den Syna Boziho"
Další členové rodu se zapojili do stavovského povstání v roce 1618. Údajně byli tak chudí, že nemohli být za svou účast ani pokutováni. Poslední zmínka o mužských potomcích rodu pochází z roku 1630, poslední žena žila ještě kolem roku 1650.

## Erb
Rod měl ve znaku rytíře s mečem, stojícího v loďce ve zlatém štítu. Znak rodu doplněný o trojici růží dodnes užívá obec Slepotice.